# Đông Anh (huyện)
Đông Anh là một huyện cũ ngoại thành nằm ở phía Bắc thành phố Hà Nội, Việt Nam.

## Vị trí địa lý
Huyện Đông Anh nằm cách trung tâm thành phố khoảng 18 km, có vị trí địa lý:
- Phía đông giáp huyện Gia Lâm và thành phố Từ Sơn, huyện Yên Phong, tỉnh Bắc Ninh
- Phía tây giáp huyện Mê Linh và huyện Đan Phượng
- Phía nam giáp các quận Tây Hồ, Bắc Từ Liêm và Long Biên
- Phía bắc giáp huyện Sóc Sơn.

Huyện Đông Anh có diện tích 185,68 km², dân số tính đến 31/12/2022 là 437.308 người, mật độ dân số đạt 2.355 người/km².
Trên địa bàn huyện còn có Đầm Vân Trì là đầm nước tự nhiên lớn nhất nằm trên địa bàn các xã' Kim Chung, Kim Nỗ, Vân Nội. Ngoài ra còn có các đầm nước khác như đầm Nguyên Khê, đầm Hải Bối,... cùng nhiều hồ nước trên địa bàn huyện.
Sông Thiếp nối đầm Vân Trì qua sông Hoàng Giang chảy quanh khu di tích Cổ Loa. Sông Ngũ Huyện Khê nối từ Sông Đuống chảy về Từ Sơn qua Yên Phong, Tiên Du thông ra sông Cầu tại thành phố Bắc Ninh. Ngoài ra còn có sông đào Đông Anh cùng hệ thống kênh mương thủy lợi.
Địa hình huyện tương đối bằng phẳng với hệ thống đê sông Hồng, sông Đuống cùng đoạn đê sông Cà Lồ từ quốc lộ 3 về hướng Yên Phong, Bắc Ninh. Bên cạnh đó là các dải tường thành khu di tích Cổ Loa và một số gò đống còn sót lại, cùng với Núi Sái nơi có đền Sái ở Thụy Lâm là cao hơn hẳn.

## Hành chính

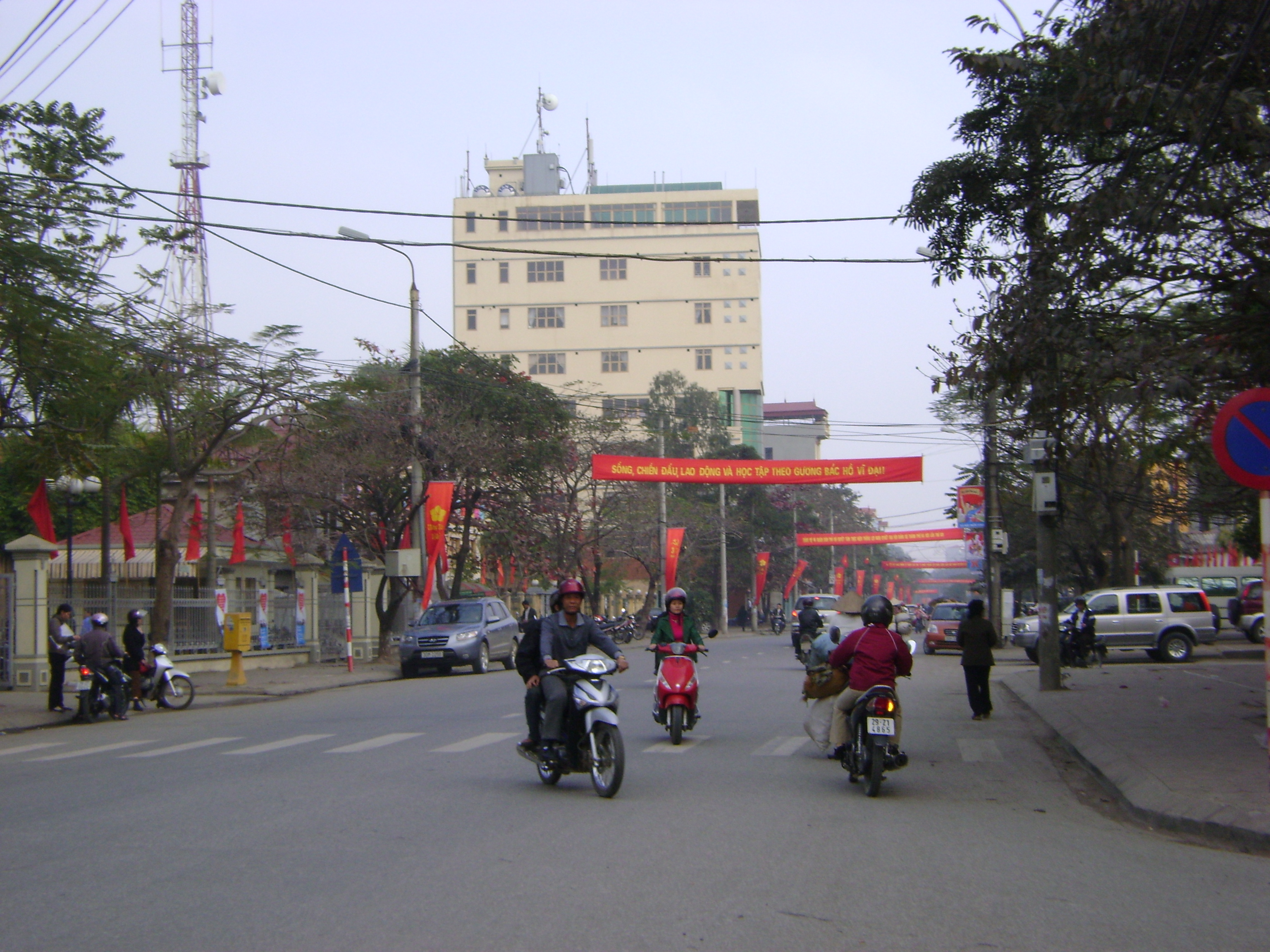
Một đoạn đường ở trung tâm huyện Đông Anh - Đường Cao Lỗ

Huyện Đông Anh có 24 hành chính cấp xã, bao gồm có: Thị trấn Đông Anh (huyện lỵ) và 23 xã: Bắc Hồng, Cổ Loa, Đại Mạch, Đông Hội, Dục Tú, Hải Bối, Kim Chung, Kim Nỗ, Liên Hà, Mai Lâm, Nam Hồng, Nguyên Khê, Tàm Xá, Thụy Lâm, Tiên Dương, Uy Nỗ, Vân Hà, Vân Nội, Việt Hùng, Vĩnh Ngọc, Võng La, Xuân Canh, Xuân Nộn.
| \| Tên \| Diện tích (km²) \| Dân số (người) \| Mật độ (người/km²) \| \| ----------------- \| --------------- \| -------------- \| ------------------ \| \| Thị trấn Đông Anh \| 4,39 \| 32.384 \| 7.376 \| \| Xã Bắc Hồng \| 7,20 \| 15.578 \| 2.163 \| \| Xã Cổ Loa \| 8,42 \| 20.583 \| 2.444 \| \| Xã Đại Mạch \| 8,42 \| 15.810 \| 1.877 \| \| Xã Đông Hội \| 7,24 \| 15.438 \| 2.132 \| \| Xã Dục Tú \| 8,69 \| 19.615 \| 2.257 \| \| Xã Hải Bối \| 8,26 \| 19.762 \| 2.392 \| \| Xã Kim Chung \| 7,69 \| 21.894 \| 2.847 \| \| Xã Kim Nỗ \| 6,51 \| 16.577 \| 2.546 \| \| Xã Liên Hà \| 8,21 \| 19.502 \| 2.375 \| \| Xã Mai Lâm \| 6,18 \| 15.202 \| 2.459 \| \| Xã Nam Hồng \| 9,15 \| 17.759 \| 1.940 \| \| Xã Nguyên Khê \| 7,92 \| 16.276 \| 2.055 \| \| Xã Tàm Xá \| 4,57 \| 15.158 \| 3.316 \| \| Xã Thụy Lâm \| 11,26 \| 21.902 \| 1.945 \| \| Xã Tiên Dương \| 10,14 \| 20.408 \| 2.012 \| \| Xã Uy Nỗ \| 7,72 \| 19.329 \| 2.503 \| \| Xã Vân Hà \| 5,23 \| 15.126 \| 2.892 \| \| Xã Vân Nội \| 6,52 \| 15.379 \| 2.358 \| \| Xã Việt Hùng \| 8,66 \| 18.654 \| 2.154 \| \| Xã Vĩnh Ngọc \| 9,56 \| 17.990 \| 1.881 \| \| Xã Võng La \| 6,44 \| 15.268 \| 2.370 \| \| Xã Xuân Canh \| 6,30 \| 15.246 \| 2.420 \| \| Xã Xuân Nộn \| 10,88 \| 16.378 \| 1.505 \| \| Toàn huyện \| 185,68 \| 437.308 \| 2.355 \| |                 |                |                    |
| Nguồn: Ủy ban Nhân dân huyện Đông Anh (2023). |                 |                |                    |
| Tên | Diện tích (km²) | Dân số (người) | Mật độ (người/km²) |
| Thị trấn Đông Anh | 4,39            | 32.384         | 7.376              |
| Xã Bắc Hồng | 7,20            | 15.578         | 2.163              |
| Xã Cổ Loa | 8,42            | 20.583         | 2.444              |
| Xã Đại Mạch | 8,42            | 15.810         | 1.877              |
| Xã Đông Hội | 7,24            | 15.438         | 2.132              |
| Xã Dục Tú | 8,69            | 19.615         | 2.257              |
| Xã Hải Bối | 8,26            | 19.762         | 2.392              |
| Xã Kim Chung | 7,69            | 21.894         | 2.847              |
| Xã Kim Nỗ | 6,51            | 16.577         | 2.546              |
| Xã Liên Hà | 8,21            | 19.502         | 2.375              |
| Xã Mai Lâm | 6,18            | 15.202         | 2.459              |
| Xã Nam Hồng | 9,15            | 17.759         | 1.940              |
| Xã Nguyên Khê | 7,92            | 16.276         | 2.055              |
| Xã Tàm Xá | 4,57            | 15.158         | 3.316              |
| Xã Thụy Lâm | 11,26           | 21.902         | 1.945              |
| Xã Tiên Dương | 10,14           | 20.408         | 2.012              |
| Xã Uy Nỗ | 7,72            | 19.329         | 2.503              |
| Xã Vân Hà | 5,23            | 15.126         | 2.892              |
| Xã Vân Nội | 6,52            | 15.379         | 2.358              |
| Xã Việt Hùng | 8,66            | 18.654         | 2.154              |
| Xã Vĩnh Ngọc | 9,56            | 17.990         | 1.881              |
| Xã Võng La | 6,44            | 15.268         | 2.370              |
| Xã Xuân Canh | 6,30            | 15.246         | 2.420              |
| Xã Xuân Nộn | 10,88           | 16.378         | 1.505              |
| Toàn huyện | 185,68          | 437.308        | 2.355              |

## Lịch sử
Huyện Đông Anh trước kia là một phần huyện Kim Hoa (gồm Mê Linh, Đông Anh, Sóc Sơn của Hà Nội, thành phố Phúc Yên của Vĩnh Phúc), thuộc phủ Bắc Hà; huyện Đông Ngàn, Yên Phong phủ Từ Sơn thuộc trấn Kinh Bắc và huyện Yên Lãng, phủ Tam Đái thuộc trấn Sơn Tây (xứ Đoài). Từ năm 1831 đến năm 1901, đất huyện Kim Hoa (Kim Anh) thuộc tỉnh Bắc Ninh. Năm 1876-1903, huyện Kim Anh sáp nhập với huyện Đông Ngàn thuộc phủ Từ Sơn thành huyện Đông Khê, thuộc phủ Từ Sơn của tỉnh Bắc Ninh, rồi được nhập phần lớn vào tỉnh Phù Lỗ (được thành lập ngày 6 tháng 10 năm 1901).
Ngày 10 tháng 4 năm 1903, huyện Đông Khê lại được chia tách thành 2 huyện là Kim Anh và Đông Khê đổi tên thành huyện Đông Anh.
Đến năm 1904, tỉnh Phù Lỗ đổi tên thành tỉnh Phúc Yên thì huyện Đông Anh thuộc tỉnh Phúc Yên. Thời kỳ 1913-1923 thuộc tỉnh Vĩnh Yên. Thời kỳ 1923-1950 thuộc tỉnh Phúc Yên. Thời kỳ 1950-1961 thuộc tỉnh Vĩnh Phúc.
Ngày 20 tháng 4 năm 1961, toàn bộ huyện Đông Anh (gồm 16 xã: Bắc Hồng, Phúc Thịnh, Tự Do, Tiến Bộ, Nam Hồng, Thành Công, Hùng Sơn, Toàn Thắng, Việt Hùng, Dân Chủ, Việt Thắng, Anh Dũng, Tân Tiến, Vạn Thắng, Liên Hiệp, Quyết Tâm) của tỉnh Vĩnh Phúc sáp nhập vào Hà Nội.
Ngày 31 tháng 5 năm 1961, thành lập huyện Đông Anh mới trên cơ sở tiếp nhận thêm 5 xã: Liên Hà, Vân Hà, Dục Tú, Đông Hội, Mai Lâm thuộc huyện Từ Sơn ((nay là thành phố Từ Sơn) Bắc Ninh); xã Kim Chung thuộc huyện Yên Lãng (nay là huyện Mê Linh) và xã Tàm Xá thuộc quận V cũ.
Lúc này, huyện Đông Anh có 23 xã: Anh Dũng (Hải Bối), Bắc Hồng, Dân Chủ (Đại Mạch), Đông Hội, Dục Tú, Hùng Sơn (Uy Nỗ), Kim Chung, Liên Hà, Liên Hiệp (Vân Nội), Mai Lâm, Nam Hồng, Phúc Thịnh (Nguyên Khê), Quyết Tâm (Cổ Loa), Tàm Xá, Tân Tiến (Vĩnh Ngọc), Thành Công (Kim Nỗ), Tiến Bộ (Thụy Lâm), Toàn Thắng (Tiên Dương), Tự Do (Xuân Nộn), Vạn Thắng (Xuân Canh), Vân Hà, Việt Hùng, Việt Thắng (Võng La).
Ngày 11 tháng 3 năm 1974, sáp nhập thôn Đại Bi của xã Cổ Loa vào xã Uy Nỗ.
Ngày 13 tháng 10 năm 1982, thành lập thị trấn Đông Anh trên cơ sở 797,2 ha diện tích tự nhiên của 4 xã Tiên Dương, Uy Nỗ, Nguyên Khê, Xuân Nộn.
Huyện Đông Anh có 1 thị trấn và 23 xã như hiện nay.

## Kinh tế
- Khu công nghiệp Đông Anh
- Khu công nghiệp Thăng Long (một trong số ít các khu công nghiệp với 100% các doanh nghiệp có vốn đầu tư từ Nhật Bản), nằm trên địa bàn xã Kim Chung và Võng La
- Khu công nghiệp nhỏ ở Nguyên Khê
- Chợ Trung tâm, chợ Tó và chợ Vân Trì
- Các làng nghề mộc Vân Hà, Liên Hà
- Các Công ty Ô tô 1-5, Công ty cổ phần khoá Việt-Tiệp, Công ty cơ khí Đông Anh, Công ty tấm lợp Đông Anh.
- Khu đô thị Bắc Thăng Long - Vân Trì
- Khu đô thị Liên Hà
- Khu đô thị Eurowindow River Park (Đông Hội)
- Các khu đô thị, khu nhà ở (đã quy hoạch) nằm dọc các đường 5 kéo dài, đường Võ Nguyên Giáp, đường Võ Văn Kiệt,...
- Khu thương mại dịch vụ 1/5 Đông Anh.

### Làng nghề
Đông Anh là một huyện rất rộng ở cửa ngõ phía Bắc của thủ đô. Phần lớn các làng nghề trong huyện chủ yếu thuộc nhóm mộc mỹ nghệ ở các xã phía Đông:
- Làng nghề mộc, đồ thờ Thiết Úng (Vân Hà)
- Gói bánh chưng, mộc, đồ thờ Lỗ Khê (Liên Hà)
- Nghề trồng hoa ở Uy Nỗ
- Làng nghề mộc, đồ gỗ mĩ nghệ Hà Hương (Liên Hà)
- Làng nghề mộc, nội thất Hà Khê (Vân Hà)
- Làng có nghề mộc Lỗ Giao (Việt Hùng)
- Làng nghề mộc mĩ nghệ Hà Phong (Liên Hà)
- Làm bún ở Mạch Tràng (Cổ Loa)
- Làng có nghề mộc Vân Điềm (Vân Hà)
- Chế biến gỗ, cơ khí Dục Tú
- Làng nghề mộc mĩ nghệ Thù Lỗ (Liên Hà)
- Làng nghề mộc nội thất Giao Tác (Liên Hà)
- Trồng rau sạch, rau an toàn Vân Nội
- Làng nghề mộc, chế biến gỗ Thiết Bình (Vân Hà)
- Làm tương ở thôn Dục Nội (Việt Hùng)
- Làng nghề mộc mĩ nghệ Cổ Châu (Vân Hà)
- Làng nghề mộc, nội thất Châu Phong (Liên Hà)
- Làng múa rối nước, mộc Đào Thục (Thụy Lâm)
- Nghề trồng quất, đào ở Tầm Xá
- Làng nghề mộc mĩ nghệ Hà Lỗ (Liên Hà)
- Làng nghề đậu phụ Võng La (Võng La)
- Làng nghề mộc nội thất Đại Vĩ (Liên Hà)
- Nghề nuôi chim cút Mạch Lũng (Đại Mạch).

## Xã hội

### Giáo dục
Các trường Trung học phổ thông trên địa bàn huyện:
Các trường THPT công lập
- Trường THPT Vân Nội
- Trường THPT Liên Hà
- Trường THPT Đông Anh
- Trường THPT Cổ Loa
- Trường THPT Bắc Thăng Long.

Các trường THPT dân lập
- Trường THPT Ngô Tất Tố
- Trường THPT An Dương Vương
- Trường THPT Hồng Bàng
- Trường THPT Phạm Ngũ Lão
- Trường THPT Ngô Quyền
- Trường Phổ thông Liên cấp Archimedes Đông Anh.

Một số trường THCS
- Trường THCS Dục Tú
- Trường THCS Nguyễn Huy Tưởng
- Trường THCS Việt Hùng
- Trường THCS Cổ Loa
- Trường THCS Vĩnh Ngọc
- Trường THCS Thị Trấn Đông Anh
- Trường THCS Bắc Hồng
- Trường THCS Nam Hồng
- Trường THCS Kim Nỗ
- Trường THCS Vân Nội

Và các trường trung học cơ sở, tiểu học và mầm non ở các xã trong huyện. Ngoài ra, còn có một số cơ sở giáo dục khác trên địa bàn huyện như:
- Trường Trung cấp Kinh tế – Kỹ thuật Bắc Thăng Long
- Cao đẳng nghề Việt Nam – Hàn Quốc
- Trung tâm Giáo dục thường xuyên Huyện Đông Anh
- Trung tâm dậy nghề số 6
- Trường cho trẻ em khuyết tật Bình Minh
- Trường Cao đẳng nghề kỹ thuật công nghiệp
- Trung tâm giáo dục lao động hướng nghiệp thanh niên Hà Nội
- Trường Trung cấp nghề cơ khí 1.

### Y tế
Các cơ sở y tế trên địa bàn huyện:
- Bệnh viện Đa khoa Đông Anh trên đường Cao Lỗ
- Bệnh viện Bắc Thăng Long trên đường Uy Nỗ
- Phòng khám bệnh đa khoa Miền Đông (trực thuộc Trung tâm Y tế huyện Đông Anh) trên đường Liên Hà
- Phòng khám đa khoa Khu vực I (trực thuộc Trung tâm Y tế huyện Đông Anh) tại xã Kim Chung
- Cơ sở điều trị các chất dạng thuốc phiện bằng thuốc thay thế (Methadone) tại xã Kim Chung
- Trung tâm y tế huyện Đông Anh trên đường 23B
- Bệnh viện Nhiệt đới Trung ương cơ sở 2 - Kim Chung.

## Văn hoá
Một số địa điểm du lịch trên địa bàn huyện:
- Địa đạo Nam Hồng
- Văn Miếu Đông Ngàn tại xã Vân Hà là văn miếu cấp huyện còn tồn tại đến ngày nay
- Cung văn hoá Đông Anh, bảo tàng Đông Anh
- Sân vận động Đông Anh
- Khu di tích Quốc gia đặc biệt thành cổ Cổ Loa cùng với đền An Dương Vương, đình Cổ Loa, Am Mị Châu, đền thờ Cao Lỗ, nhà triển lãm Cổ Loa, đền thờ Quan Trấn Nam,..
- Đền Sái thờ Huyền thiên Trấn Vũ tại xã Thụy Lâm
- Đền Cửa Sông
- Pháo đài Xuận Canh
- Nghè Châu Phong
- Đền thờ tiến sĩ Lê Tuấn Mậu
- Nhà thờ thôn Đại Bằng
- Nhà thờ Mai Châu tại xã Đại Mach
- Đình Ba Voi
- Đình Đào Thục – Chùa Thánh Phúc (Đào Thục) – Làng múa rối nước Đào Thục
- Sân golf Vân Trì cạnh đầm Vân Trì
- Công viên Cầu Đôi
- Vườn hoa Trung tâm
- Xưởng phim Cổ Loa
- Các đình, đền chùa, miếu,... của các làng như: Chùa Tó, đình Tó, chùa Linh Thông, đình Dục Nội, đình Gia Lộc,...
- Công viên Kim Quy ở xã Vĩnh Ngọc (đang xây dựng).
- Phim trường Smile.

Ở Đông Anh hiện nay có các lễ hội sau:
- Hội đền An Dương Vương hay còn gọi là Hội Cổ Loa: Thờ An Dương Vương (Thục Phán). Địa điểm tại xã Cổ Loa. Thời gian từ ngày 4 đến ngày 15 tháng Giêng. Chính hội là ngày 6 tháng Giêng. Đặc điểm: Đám rước lớn mười ba xóm, cỗ bỏng, chè lam.

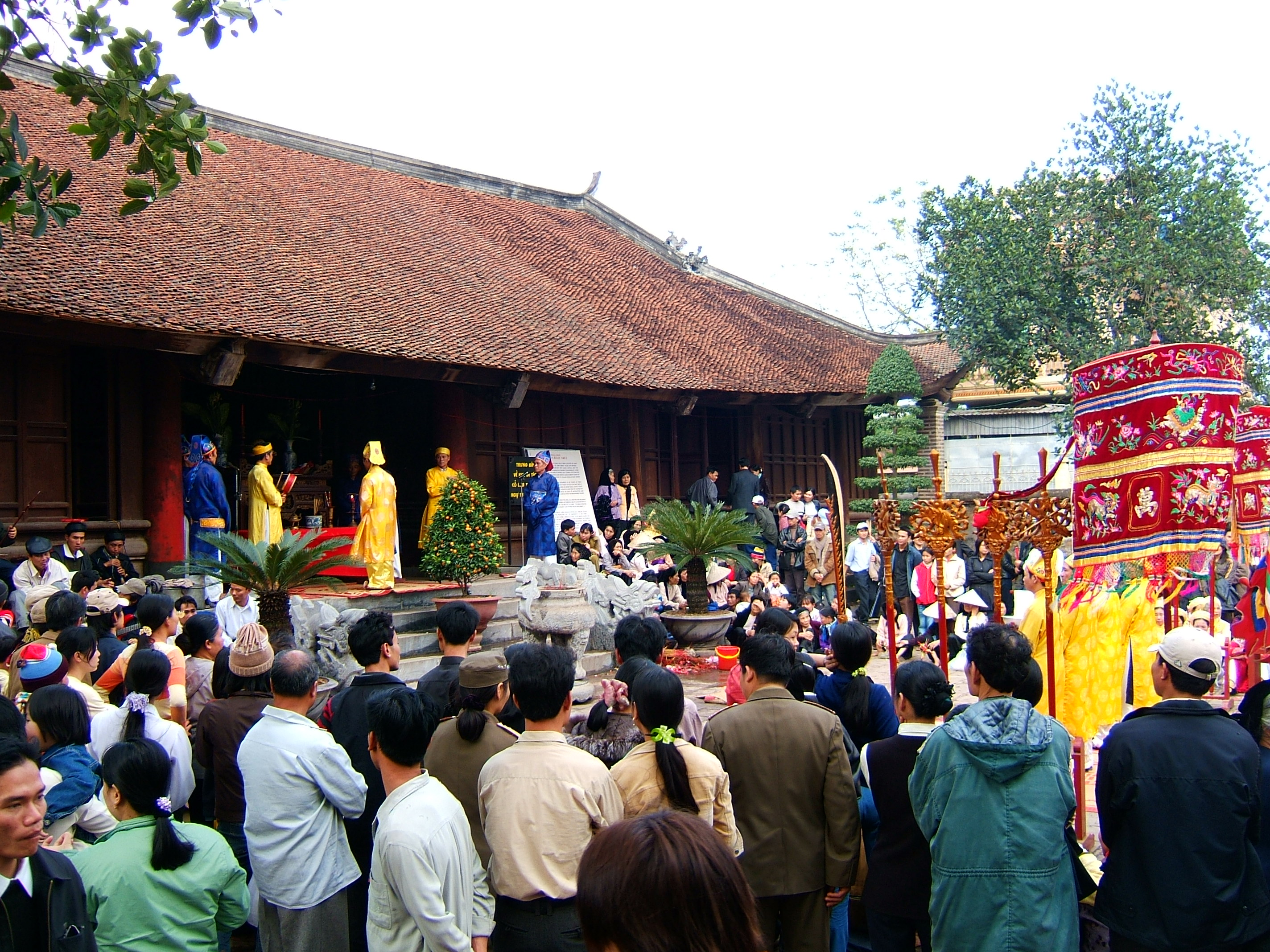
Hội Cổ Loa (Thiềng)

- Hội làng Trung Oai: Địa điểm tại thôn Trung Oai, xã Tiên Dương. Thời gian từ 20/01-21/01 âm lịch. Chính hội ngày 20/01 âm lịch. Địa điểm tổ chức tại Sân bóng.Trung Oai. Đặc điểm: Chọi gà, kéo co, đấu vật, bắt vịt, bóng chuyền hơi, bóng đá.
- Hội làng Ngọc Chi: Thờ Nồi Hầu. Địa điểm tại thôn Ngọc Chi, xã Vĩnh Ngọc. Thời gian từ ngày 04/01 - 05/01 âm lịch. Chính hội ngày 04/01 âm lịch. Đặc điểm: Chọi gà, kéo co, đập niêu, hát Quan họ, bóng chuyền hơi, bóng đá,...
- Hội làng Cổ Dương: Địa điểm tại thôn Cổ Dương, xã Tiên Dương. Thời gian từ ngày 07/02-08/02 âm lịch. Chính hội ngày 08/02 âm lịch. Địa điểm tổ chức tại trung tâm làng Cổ Dương Lưu trữ ngày 20 tháng 6 năm 2015 tại Wayback Machine. Đặc điểm: Chọi gà, kéo co, đấu vật, bắt vịt, bóng chuyền hơi, bóng đá,...
- Hội làng Quan Âm: Địa điểm tại Quan Âm, xã Bắc Hồng. Thời gian từ ngày 07/02-08/02 âm lịch. Chính hội ngày 08/02 âm lịch. Địa điểm tổ chức tại trung tâm làng Quan Âm, xung quanh hồ Mắt Ngọc. Được đánh giá là lễ hội làng lớn bậc nhất của huyện Đông Anh. Đặc điểm gồm các trò chơi dân gian như: Đập niêu, chọi gà, vật dân tộc, bóng chuyền, hát Quan họ,...
- Hội làng Mỹ Nội: Địa điểm tại thôn Mỹ Nội, xã Bắc Hồng. Thời gian từ ngày 09/01-10/01 âm lịch. Chính hội ngày 10/01 âm lịch. Địa điểm tổ chức tại trung tâm làng Mỹ Nội, khu vực Sân kho thôn Mỹ Nội. Đặc điểm gồm các trò chơi dân gian như: Đập niêu, chọi gà, vật dân tộc, bóng chuyền, hát Quan họ,..
- Hội làng Đường Yên: Thờ Lê Hoa tướng của Hai Bà Trưng. Địa điểm tại thôn Đường Yên, xã Xuân Nộn. Thời gian từ mồng 2 tháng 2. Đặc điểm Hội thi kén rể Đường Yên.
- Hội rước vua giả Đền Sái: Địa điểm tại thôn Thụy Lôi (Nhội), xã Thụy Lâm. Thời gian là ngày chính hội 11/1 âm lịch. Đặc điểm là rước vua giả, hát Quan họ, múa lân,... Là nơi duy nhất trên cả nước đến nay có tập tục rước vua quan sống (các vị lão trong làng sẽ là vua quan và được con cháu rước trên kiệu từ Đền Sái về đình làng).
- Hội làng Rối nước Đào Thục: Địa điểm tại thôn Đào Thục, xã Thụy Lâm. Thời gian là ngày chính hội: 13/11 âm lịch - 24/2 âm lịch giỗ tổ nghề rối. Đặc điểm là Làng Đào Thục khi xưa có tên gọi là Đào Xá (có câu ca Nhất kinh kỳ nhì Đào Xá), là làng cổ có từ lâu đời được nhà Hậu Lê ban lưu giữ nghệ thuật múa rối nước đất Kinh kỳ Thăng Long từ năm 1705. Tổ nghề là Đào Đăng Khiêm tên thật là Nguyễn Đăng Vinh.
- Hội làng Sơn Du: Địa điểm tại Đình làng Và Đền Phù Đổng Thiên Vương. Thời gian từ ngày Mồng 9 - 10 tháng Giêng âm lịch. Chính hội ngày mồng 10 tháng Giêng âm lịch.
- Hội làng Xuân Nộn: Thờ Ả Lã Tuê Tịnh phu nhân, Vũ Định Đại Vương và Thiên Lôi Tôn Thần, Trương Hống, Trương Hát. Địa điểm tại thôn Xuân Nộn, xã Xuân Nộn. Thời gian từ ngày 10 - 15/10 âm lịch. Chính hội ngày 11/10 âm lịch. Đặc điểm: Rước kiệu vua bà, múa rắn.
- Hội làng Xuân Trạch: Thờ Cao Minh Sơn Xạ Thần Quốc. Địa điểm tại thôn Xuân Trạch, xã Xuân Canh. Thời gian là ngày chính hội 10/03 âm lịch (8-13/3 âm lịch). Đặc điểm: Rước nước.
- Hội làng Quậy: Thờ Thủy Hải, Đăng Giang, Khổng Chúng, Tam Giang và Đông Hải. Địa điểm tại thôn Châu Phong; Giao Tác và Đại Vỹ. Thời gian từ ngày 12/1-15/1 âm lịch. Đặc điểm: Hát giao duyên, chọi gà, đấu cờ người, bịt mắt bắt dê, kéo co, đấu vật.
- Hội bà Máy hay còn gọi là lễ hội Giỗ: Thờ Đức Thánh Minh Công và Đức Thánh Dực Công. Địa điểm tại thôn Hà Hương và thôn Hà Lỗ xã Liên Hà. Thời gian từ ngày 12/3 (chính hội) đến 14/3 âm lịch. Đặc điểm: Rước kiệu, múa sư tử, đấu vật, hát Quan họ, bịt mắt bắt dê, bắt vịt dưới ao,....
- Hội làng Phúc Hậu: Thờ Đức Thánh Tam Lang tức Lý Tam Lang. Địa điểm tại thôn Phúc Hậu, xã Dục Tú. Thời gian từ ngày 13/02-14/02 âm lịch. Chính hội ngày 14/02 âm lịch. Đặc điểm: Bóng chuyền, hát Quan họ, chọi gà,....
- Hội làng Dục Tú: Thờ Đức Sĩ Vương tức Sĩ Nhiếp. Địa điểm tại thôn Dục Tú 3, xã Dục Tú. Thời gian từ ngày 11/02-12/02 âm lịch. Chính hội ngày 12/02 âm lịch. Đặc điểm: Bóng chuyền, hát Quan họ, chọi gà,....
- Hội làng Thượng Phúc: Nguồn gốc từ Hội Làng truyền thống thôn Thượng Phúc là một hoạt động sinh hoạt văn hóa của Nhân dân Thôn Thượng Phúc. Vì một số lý do nên bị gián đoạn trong một khoảng thời gian khá dài. Năm 2006 được sự hưởng ửng và góp ý của Nhân dân, sự đồng ý của Chính quyền địa phương Lễ hội được tổ chức lại. Sau 11 năm Lễ hội ngày càng mở rộng và là một nét văn hóa đặc trưng của Nhân dân thôn Thượng Phúc mỗi dịp đầu xuân. Vào thời gian diễn ra lễ hội Bà con Nhân dân thôn Thượng Phúc dù bận bịu đến đâu thì mọi công việc cũng tạm gác lại và mọi người cùng nhau vui xuân, vui hội. Trong những ngày này Nhân dân trong thôn thường làm những mâm cỗ thịnh soạn để mời bạn bè, anh em đến dự cũng như gửi tới nhau những lời chúc tốt đẹp nhất dịp đầu xuân. Thời gian tổ chức từ ngày 14, 15 tháng giêng âm lịch. Đặc trưng: Lễ hội làng được tổ chức với nhiều hoạt động văn hóa: Tế lễ Thành Hoàng, Dâng hương tế tổ của các Dòng họ..., các trò chơi như: bịt mắt bắt vịt, đập niêu, kéo co, nấu cơm, đấu vật...
- Hội làng Thụy Hà: Địa điểm: Đình và Chùa Tổ Long Tự, thôn Thụy Hà, xã Bắc Hồng. Thời gian từ Mồng 8/1 đến 13/1 âm lịch. Đặc điểm: Rước kiệu ngày 8/1 rước từ các nhà thờ lên đình làng, ngày 13/1 từ đình làng trở về nhà thờ, các ngày từ 9/1 đến 12/1 tổ chức các trò chơi dân gian, hát Quan họ, nóng đá, bóng chuyền,...
- Hội làng Mai Hiên: Địa điểm tại Đình và Đền thôn Mai Hiên, xã Mai Lâm. Thời gian từ ngày 14-15/3 âm lịch. Đặc điểm là Rước kiệu thờ tướng quân Đào Kỳ thời Hai Bà Trưng, hát quan họ và nhiều trò chơi dân gian khách.

## Du lịch

### Di tích lịch sử
- Khu di tích Cổ Loa: Cổ Loa là kinh đô của nhà nước Âu Lạc dưới thời An Dương Vương vào khoảng thế kỷ thứ 3 trước Công nguyên và của nhà nước phong kiến dưới thời Ngô Quyền thế kỷ 10.
- Đình Ngọc Chi ở xã Vĩnh Ngọc, Đông Anh, Hà Nội. Đình làng Ngọc Chi thờ Nồi Hầu là một vị tướng dưới thời vua An Dương Vương có công trong việc đánh đuổi quân Triệu Đà.
- Đình Đào Thục ở xã Thụy Lâm, Đông Anh Hà Nội Thờ 3 Vị Thánh, Đức Thánh Tam Giang (tên thật Trương Hống, Trương Hác) ở Thế kỷ VI - Là 2 vị tướng dưới thời Triệu Quang Phục. Thánh Đương Giang, là một vị tướng nhà Đinh ở Thế kỷ X có công mang 5.000 quân lính và thu nạp 30 trai tráng làng Đào Thục đi đánh dẹp giặc loạn 12 Xứ quân cùng với một người trong mộng là Phi Nương Hoàng hậu. Bà là người đã phù giúp cho ông trong chiến trận. Đình sau này có từ thời Hậu Lê.
- Đình Biểu Khê ở xã Thụy Lâm, Đông Anh Hà Nội Đình làng Biểu Khê cũng thờ Đương Giang, là một vị tướng nhà Đinh có công trong việc dẹp loạn 12 sứ quân thời Đinh Tiên Hoàng.
- Đình Mạnh Tân ở xã Thụy Lâm, Đông Anh Hà Nội Đình làng Mạnh Tân cũng thờ Đương Giang đại vương, là một vị tướng nhà Đinh có công trong việc dẹp loạn 12 sứ quân thời Đinh Tiên Hoàng.
- Đình làng Quậy thôn Đại Vĩ, Giao Tác, Liên Hà, Đông Anh, Hà Nội.

## Giao thông

### Đường bộ
Các tuyến xe buýt đi qua địa bàn huyện gồm có các tuyến: 07, 15, 17, 25, 35B, 43, 46, 53A, 53B, 56A, 58, 59, 60B, 61, 63, 64, 65, 68, 86, 90, 93, 95, 96, 109, 112, 122, 143, 159, 160, E10
- 07: Cầu Giấy - Sân bay Nội Bài đi qua cao tốc Thăng Long - Nội Bài
- 15: Bến xe Gia Lâm - Phố Nỉ (TTTM Bình An) đi qua quốc lộ 3
- 17: Long Biên - Sân bay Nội Bài đi qua quốc lộ 3
- 25: BV Bệnh nhiệt đới TW CS2 - Bến xe Giáp Bát đi qua đường 5 kéo dài, đường Võ Nguyên Giáp, KCN Bắc Thăng Long
- 35B: Trần Khánh Dư - Mê Linh đi qua cao tốc Nhật Tân - Nội Bài (ngã tư Nam Hồng đi Mê Linh)
- 43: CV Thống Nhất - TT Đông Anh đi qua quốc lộ 3, Cao Lỗ
- 46: Bến xe Mỹ Đình - TT Đông Anh đi qua cầu Thăng Long, đường 6 cây, đường quốc lộ 3, đường Cổ Loa
- 53A: Hoàng Quốc Việt - TT Đông Anh đi qua cầu Thăng Long, đường 6 cây, đường Vân Trì, cầu vượt Vân Trì, đường 23B, Cao Lỗ
- 53B: Bến xe Mỹ Đình - TT Chi Đông (Mê Linh) đi qua KCN Bắc Thăng Long, cao tốc Thăng Long - Nội Bài
- 56A: Nam Thăng Long - Núi Đôi đi qua cao tốc Thăng Long - Nội Bài
- 58: Yên Phụ - BV đa khoa Mê Linh đi qua cao tốc Thăng Long - Nội Bài
- 59: TT Đông Anh - Học viện Nông nghiệp Việt Nam đi qua đường Cao Lỗ, quốc lộ 3
- 60B: Bến xe Nước Ngầm - BV Bệnh nhiệt đới TW CS2 đi qua cao tốc Thăng Long - Nội Bài, KCN Bắc Thăng Long
- 61: Dục Tú (Đông Anh) - Công viên Cầu Giấy đi qua đường Vân Hà, Liên Hà, Việt Hùng, Cao Lỗ, đường Vân Trì, đường 6 cây, cầu Thăng Long, Phạm Văn Đồng, Nam Thăng Long
- 63: KCN Bắc Thăng Long - Tiến Thịnh (Mê Linh) đi qua KCN Bắc Thăng Long, cao tốc Thăng Long - Nội Bài (ngã tư Nam Hồng)
- 64: Bến xe Mỹ Đình - Phố Nỉ (TTTM Bình An) đi qua KCN Bắc Thăng Long, cao tốc Thăng Long - Nội Bài
- 65: Thuỵ Lâm (Đông Anh) - Long Biên đi qua đường Thuỵ Lâm, Tập thể Z153, Ấp Tó, Đản Dị, Chợ Tó, Việt Hùng, Dục Tú, Quốc lộ 3, Đông Hội, cầu Đông Trù, Nguyễn Văn Cừ, cầu Chương Dương, Long Biên
- 68: Hà Đông - Sân bay Nội Bài đi qua đường Võ Nguyên Giáp, cầu Nhật Tân
- 86: Ga Hà Nội - Sân bay Nội Bài đi qua đường Võ Nguyên Giáp, cầu Nhật Tân
- 90: Hào Nam - Sân bay Nội Bài đi qua đường Võ Nguyên Giáp, cầu Nhật Tân
- 93: Nam Thăng Long - Bắc Sơn đi qua cao tốc Thăng Long - Nội Bài
- 95: Nam Thăng Long - Xuân Hòa đi qua cao tốc Thăng Long - Nội Bài
- 96: Cầu Giấy - Đông Anh: Bãi đỗ xe Cầu Giấy - Cầu Giấy - Nguyễn Văn Huyên - Hoàng Quốc Việt - Bưởi - Võ Chí Công - Võ Nguyên Giáp - Cầu Nhật Tân - Quốc lộ 5 (kéo dài) - Vân Trì - Quốc lộ 23B - Nam Hồng - Bắc Hồng - Nguyên Khê - Đông Anh (BV Bắc Thăng Long)
- 109: Bến xe Mỹ Đình - Sân bay Nội Bài đi qua cao tốc Thăng Long - Nội Bài
- 112: Nam Thăng Long - Thạch Đà (Mê Linh) đi qua cao tốc Thăng Long - Nội Bài, KCN Bắc Thăng Long, đường Đại Mạch, đê Tả Hồng
- 122: Bến xe Gia Lâm - KCN Bắc Thăng Long đi qua đê Tả Hồng, KCN Bắc Thăng Long
- 143: Hào Nam - Thị trấn Đông Anh đi qua đường Võ Nguyên Giáp, đường 6 km, quốc lộ 3, đường Cao Lỗ
- 159: BV Bệnh nhiệt đới TW CS 2 - Times City đi qua KCN Bắc Thăng Long, đường Võ Văn Kiệt, đường Hoàng Sa, đường Võ Nguyên Giáp
- 160 Kim Lũ- B,X Nam Thăng Long đi qua Kim Lũ- Phù Lỗ- Q.L 3- Đ. 23B- Vân Trì, Kim Nỗ, Bê tông Bắc Thăng Long, cầu Thăng Long- Phạm Văn Đồng- B.x Nam Thăng Long.
- Vinbus E10: Vinhomes Ocean Park - Sân bay Nội Bài đi qua đường Trường Sa, đường Võ Nguyên Giáp.

### Đường phố
- Anh Dũng
- Bắc Hồng
- Bắc Thăng Long
- Cao Lỗ
- Cây Gạo Ba Đê
- Cổ Loa
- Đản Dị
- Đào Cam Mộc
- Đào Duy Tùng
- Đông Hội
- Dục Nội
- Dục Tú
- Ga Đông Anh
- Gia Lương
- Hải Bối
- Hoàng Sa
- Hùng Sơn
- Kính Nỗ
- Lâm Tiên
- Lê Đình Thiệp
- Lê Hữu Tựu
- Liên Hà
- Mê Linh
- Nam Hồng
- Nguyên Khê
- Nguyễn Thực
- Phúc Lộc
- Phương Trạch
- Tàm Xá
- Thư Lâm
- Thụy Lâm
- Thụy Lôi
- Trường Sa
- Uy Nỗ
- Vân Hà
- Vân Nội
- Vân Trì
- Việt Hùng
- Võ Nguyên Giáp
- Võ Văn Kiệt
- Xuân Canh
- Yên Thường

Các tuyến đường lớn đi qua địa bàn huyện:
- Đường 23B
- Quốc lộ 3
- Quốc lộ 3 mới (đường cao tốc Hà Nội - Thái Nguyên)
- Quốc lộ 23A (đường 6 cây (km))
- Đường cao tốc Thăng Long - Nội Bài (đường Võ Văn Kiệt)
- Đường cao tốc Nhật Tân - Nội Bài (đường Võ Nguyên Giáp)
- Quốc lộ 5 kéo dài gồm đường Trường Sa và đường Hoàng Sa
- Các cây cầu trên địa bàn huyện và nối Quận với các địa phương xung quanh: cầu Thăng Long, cầu Nhật Tân, cầu Đông Trù, cầu Phù Lỗ, cầu Lò So, cầu Lớn, cầu Ngũ Quận Khê, cầu Đôi, cầu Cổ Loa, cầu Đài Bi, cầu E, cầu Phương Trạch, cầu Lộc Hà, cầu sông Thiếp, cầu Vân Trì.
- Các cầu vượt cạn: cầu vượt Kim Chung, cầu vượt Nam Hồng, cầu vượt Vân Trì, cầu vượt Vĩnh Ngọc, cầu vượt Nguyên Khê, cầu vượt Vân Liên Hà, cầu vượt đường sắt Quang Minh.
- Ngoài ra còn có dự án cầu Thượng Cát thuộc đường vành đai 3.5 Hà nội và cầu Tứ Liên bắc qua sông Hồng. cầu Thượng Thuy và cầu Mai Lâm qua sông Đuống.

### Đường sắt
- Đường sắt Hà Nội - Lào Cai chạy qua các xã: Dục Tú, Việt Hùng, Uy Nỗ, Đông Anh, Tiên Dương, Nguyên Khê, Bắc Hồng, Nam Hồng.
- Đường sắt Hà Nội - Thái Nguyên chạy qua các xã: Đông Anh Nguyên Khê, Xuân Nộn.
- Đường sắt vận chuyển hàng hoá Bắc Hồng - Văn Điển chạy qua các xã: Hải Bối, Kim Nỗ, Nam Hồng.
- Các dự án đường sắt đô thị đi qua địa bàn huyện (dự kiến) là các tuyến số 2 (Nội Bài - Thượng Đình), tuyến số 4 (Liên Hà - Bắc Thăng Long), tuyến số 6 (Nội Bài - Ngọc Hồi), tuyến số 7 (Mê Linh - Ngọc Hồi).

## Danh nhân
Đông Anh là huyện có tổng số người thi đỗ tiến sĩ nhiều thứ hai trong tổng số 30 quận, huyện, thị xã của Hà Nội, với tổng số 56 người đỗ đại khoa trong đó có 3 Thám hoa, 13 Hoàng giáp, 39 Đệ tam giáp đồng tiến sĩ xuất thân và 1 Phó bảng (Đứng đầu danh sách này là Quận Thường Tín với 64 người). Đông Anh cũng là một trong 8 quận, huyện, huyện có trên 35 người đỗ tiến sĩ. Theo thống kê này, số người đỗ đại khoa ở Đông Anh chiếm 8,41% số người đỗ đại khoa của cả Thăng Long – Hà Nội, đứng sau Quận Từ Liêm với 9,61%.
- An Dương Vương - tên thật là Thục Phán (chữ Hán: 蜀泮), là vị vua lập nên nước Âu Lạc và cũng là vị vua duy nhất cai trị nhà nước này. Âu Lạc là nhà nước thứ hai trong lịch sử Việt Nam sau nhà nước Văn Lang đầu tiên của các vua Hùng. Niên đại trị vì của An Dương Vương được các tài liệu ghi khác nhau. Sử cũ như Đại Việt sử ký toàn thư, Khâm định Việt sử thông giám cương mục cho rằng thời gian ông làm vua kéo dài 50 năm, từ 257 TCN đến 208 TCN.
- Tây Vu Vương- thủ lĩnh chống quân nhà Hán xâm lược ở thành Cổ Loa.
- Lã Xử Bình (? - 966) là tướng nhà Ngô trong lịch sử Việt Nam. Khi Ngô Xương Văn mất, Lã Xử Bình đã cùng Kiều Tri Hựu, Dương Huy và Đỗ Cảnh Thạc nổi loạn tranh giành ngôi Vua, trực tiếp đưa đất nước rơi vào thời loạn 12 sứ quân.[1] Ông là thủ lĩnh của một trong những phe tiếm quyền triều đình Cổ Loa và bị lực lượng của Đinh Bộ Lĩnh đánh dẹp năm 966, mở đầu quá trình thống nhất đất nước để lập lên nhà Đinh trong lịch sử Việt Nam.
- Hoàng Giáp Tiến sĩ Lê Tuấn Mậu - Thuỵ lôi, Thuỵ Lâm. Ông làm quan ngót bốn chục năm, từng được trao chức Đô Ngự Sử, về sau được thăng dần đến chức Lễ Bộ Thượng thư. Năm 1527, Mạc Đăng Dung cướp ngôi nhà Lê, vì quyết không chịu khuất phục, ông bị Mạc Đăng Dung giết. Các triều đình phong kiến Việt Nam phong nhiều sắc phong ghi nhận công đức của ông, qua quá trình lịch sử đã bị thất lạc nay chỉ còn lại 10 chiếc được lưu giữ tại Gia tộc họ Lê Tuấn ở Thụy Lôi - Thụy Lâm - Đông Anh - Hà Nội.
- Thám Hoa Nguyễn Đăng Vinh tự Phúc Khiêm (1659-1732) là vị quan Tổng nội giám trong triều Hậu Lê. Ông là ông tổ của Nghệ thuật múa rối nước Đào Xá, Phủ Từ Sơn, chốn Kinh Bắc (nay là Làng Đào Thục, xã Thụy Lâm, huyện Đông Anh, Hà Nội).
- Đỗ Túc Khang (1470-1523) Đệ tam giáp đồng Tiến sĩ xuất thân khoa Bính Thìn niên hiệu Hồng Đức năm thứ 27 (1496), người thôn Giao Tác, xã Hà Vỹ, huyện Đông Ngàn xứ Kinh Bắc xưa (nay thuộc xã Liên Hà, huyện Đông Anh, Hà Nội).
- Nguyễn Thực (1554-1637), là danh thần nhà Lê trung hưng trong lịch sử Việt Nam. Nguyễn Thực người làng Vân Điềm, huyện Đông Ngàn, nay là xã Vân Hà, huyện Đông Anh, Hà Nội.
- Nguyễn Nghi con trai Nguyễn Thực, từng giữ đến chức Tể tướng triều Lê trung hưng.
- Quách Đồng Dần- (1566-1650) là nhà khoa bảng sống vào thời Lê-Trịnh. Quê ông là Đông Ngàn, xứ Kinh Bắc, nay là huyện Đông Anh, thành phố Hà Nội. Ông sống trong khoảng cuối thế kỷ XVI-đầu thế kỷ XVII.
- Chu Doãn Mại (sinh 1740) Đệ tam giáp đồng Tiến sĩ xuất thân khoa Mậu Tuất niên hiệu Cảnh Hưng năm thứ 39 (1778), người thôn Hậu, xã Dục Tú, huyện Đông Ngàn (nay là xã Dục Tú, huyện Đông Anh, Hà Nội). Ông làm quan Hàn lâm viện Đãi chế, Quốc tử giám Tuỳ giảng, Đông các Hiệu thư. Nhà Lê mất, ông không làm quan với Tây Sơn. Có tài liệu ghi ông là Chu Doãn Lệ.
- Chu Doãn Trí (1779 - 1850),tự Viễn Phu, hiệu Tạ Hiên. Con Tiến sĩ Chu Doãn Mại, quê thôn Hậu, xã Dục Tú, huyện Đông Ngàn, phủ Từ Sơn, tỉnh Bắc Ninh (nay thuộc xã Dục Tú, huyện Đông Anh, Hà Nội.). Khi còn trẻ ông theo học Phạm Quý Thích, được Phạm Quý Thích coi như con. Khi thầy mất ông đã làm nhà cỏ bên mộ thầy, để tang thầy suốt ba năm theo lệ. Ông là người có công lớn trong việc gìn giữ, sưu tập các tác phẩm của thầy Phạm. Ông có tài đức, có tiết tháo, không vọng cầu danh lợi, lại rất giỏi y học. Ông đã để lại nhiều bài thơ văn hay. Năm Canh Tý (1840), Nguyễn Đăng Giai tiến cử ông về hàng ẩn sĩ; Nhà vua khiến cấp lộ phí cho ông vào kinh, để bổ sung quan chức. Ông viện lấy bệnh già xin từ tạ. Vua Thiệu Trị khen ông có phong thái xử sĩ, không muốn ép uổng, bèn ban cho rượu hồng hoa dương tử.. Ông trở thành một nhân vật rất có uy tín và đức độ trong khu vực, đến mức từ các đường quan cho đến bọn phỉ tặc đều vị nể.
- Nguyễn Án (1770 - 1815), tự Kính Phủ, hiệu Ngu Hồ; là một danh sĩ thời Lê mạt-Nguyễn sơ, Việt Nam. Ông và Phạm Đình Hổ là đồng tác giả tập ký Tang thương ngẫu lục. Nguyễn Án là người làng Du Lâm, huyện Đông Ngàn, phủ Từ Sơn, trấn Kinh Bắc; nay thuộc xã Mai Lâm, huyện Đông Anh ngoại thành Hà Nội.
- Nguyễn Huy Tân (1820 - 1862), tự Đỉnh Khanh, người Dục Tú, huyện Đông Ngàn (nay là xã Dục Tú, huyện Đông Anh, Hà Nội). Đỗ Tú tài năm 1843, đỗ Cử nhân năm 1847, làm quan đến chức Ngự sử. Hy sinh trong khi đánh dẹp các toán cướp ở Bắc Ninh năm 1862. Triều đình truy tặng chức Hàn lâm viện, ban tên thụy là Đoan Trực, con trưởng được hưởng tập ấm Cửu phẩm Văn giai.
- Nhà văn Ngô Tất Tố (1893 - 1954) ở làng Lộc Hà, tổng Hội Phụ, phủ Từ Sơn, Bắc Ninh (nay là thôn Lộc Hà, xã Mai Lâm, huyện Đông Anh, Hà Nội)
- Nguyễn Tư Giản (阮思僩, 1823–1890), trước có tên: Văn Phú, Địch Giản, sau mới đổi lại là Tư Giản, tự: Tuân Thúc(洵叔), Hy Bật, hiệu: Vân Lộc(雲麓) và Thạch Nông(石農). Ông là một danh sĩ và là một vị quan từng trải qua những chức vụ trọng yếu suốt gần 40 năm, phục vụ 7 đời vua nhà Nguyễn ở Việt Nam.Nguyễn Tư Giản sinh tại làng Du Lâm, huyện Đông Ngàn, phủ Từ Sơn, tỉnh Bắc Ninh (nay là thôn Du Lâm, xã Mai Lâm, huyện Đông Anh, thành phố Hà Nội).
- Nguyễn Triệu Luật-(1903-1946), bút hiệu: Dật Lang, Phất Văn Nữ Sĩ; là nhà giáo, nhà văn, nhà báo và là thành viên sáng lậpViệt Nam Quốc dân Đảng vào năm 1927 tại Việt Nam.Ông là người làng Du Lâm, huyện Đông Ngàn, phủ Từ Sơn, tỉnh Vĩnh Yên (nay thuộc xã Mai Lâm, huyện Đông Anh, ngoại thành Hà Nội).
- Xích Điểu là một bút danh của Nguyễn Văn Tước (1910-2003), một nhà văn, nhà thơ trào phúng Việt Nam. Ông thường viết với các bút danh Xích Điểu, Minh Tước, Thương Biền, Trần Minh Tước. Ông quê ở xã Dục Tú, huyện Đông Anh, thành phố Hà Nội.
- Nguyễn Huy Tưởng (1912 - 1960) là một nhà văn, nhà viết kịch Việt Nam nổi tiếng. Ông là tác giả của những tiểu thuyết lịch sử, vở kịch lớn như: Vũ Như Tô, Đêm hội Long Trì, Bắc Sơn, Sống mãi với thủ đô. Ông sinh ra trong một gia đình nho giáo ở làng Dục Tú, Từ Sơn, Bắc Ninh, nay là xã Dục Tú, huyện Đông Anh, Tp. Hà Nội. Nguyễn Huy Tưởng là đại biểu Quốc hội khóa 1 năm 1946. Ông là người sáng lập và là giám đốc đầu tiên của Nhà xuất bản Kim Đồng. Ông được tặng Giải thưởng Hồ Chí Minh về Văn học nghệ thuật năm 1996.
- Nghiêm Thẩm- (1920-1982) là một giáo sư, nhà nghiên cứu khảo cổ nổi tiếng người Việt Nam. Ông sinh ngày 13 tháng 5 năm 1920, tại huyện Đông Anh, tỉnh Vĩnh Yên (nay thuộc Hà Nội). Ông là con thứ năm của cụ Nghiêm Hoàn Luyến, người làng Hòa Xá, phủ Ứng Hòa, tỉnh Hà Nội.
- Đào Huy Vũ - (1924-1986) là tướng lĩnh cấp cao trong Quân đội Nhân dân Việt Nam, hàm Thiếu tướng, nguyên là (quyền) Tư lệnh đầu tiên Binh chủng tăng thiết giáp, Trung đoàn trưởng (đầu tiên) Trung đoàn xe tăng (đầu tiên) 202, Phó Tư lệnh rồi Tư lệnh Binh chủng Tăng thiết giáp, Trưởng Khoa thiết giáp Học viện Quân sự cấp cao. ông lớn lên trong một gia đình nông dân nghèo tại xã Xuân Canh, huyện Đông Anh, thành phố Hà Nội, là cán bộ tiền khởi nghĩa.
- Đào Duy Tùng- (1924-1998). Quê quán tại Xóm Chợ, Cổ Loa, huyện Đông Anh, tỉnh Phúc Yên, nay là huyện Đông Anh, Thành phố Hà Nội. Ông là một Ủy viên Bộ Chính trị Ban chấp hành Trung ương Đảng Cộng sản Việt Nam trong nhiều khóa liên tục. Ông được xem là nhà lý luận hàng đầu và đã để lại rất nhiều cuốn sách thuộc loại này. Thời gian công tác dài nhất của ông là ở cơ quan Trung ương và hơn 30 năm làm công tác tư tưởng lý luận của Đảng, suốt từ tháng 5-1955 đến năm 1998. Trong ngành tuyên huấn, ông đã lần lượt giữ các cương vị Phó Vụ trưởng, Vụ trưởng Vụ Huấn học, Phó Trưởng ban kiêm Tổng Biên tập Tạp chí Cộng sản, Viện trưởng Viện Mác Lê-nin và Trưởng ban Ban Tuyên huấn Trung ương. Ông đã liên tục được bầu 4 khóa vào Ban Chấp hành Trung ương Đảng, từ Đại hội IV (1976: Dự khuyết; tháng 11/1981: Chính thức), Đại hội V, Đại hội VI và Đại hội VII, trong đó, 2 khóa được bầu là Ủy viên Bộ Chính trị, Bí thư Trung ương Đảng.
- Đỗ Quốc Sam - (1929-2010) là một Giáo sư, Tiến sĩ Khoa học, nguyên Đại biểu Quốc hội Việt Nam, nguyên Ủy viên Ban Chấp hành Trung ương Đảng Cộng sản Việt Nam, Bộ trưởng đầu tiên của Bộ Kế hoạch và Đầu tư Việt Nam, khi Bộ này được đổi tên sang từ Ủy ban Kế hoạch Nhà nước (cơ quan ngang Bộ, tiền thân). Quê ở Thôn Thái Bình, xã Mai Lâm, huyện Đông Anh, thành phố Hà Nội.
- Lê Đức Tụ - (sinh 1944) tại xã Tàm Xá, huyện Đông Anh, TP Hà Nội là một Thiếu tướng Quân đội Nhân dân Việt Nam. nguyên Chánh án Tòa án Quân sự Trung ương, Phó Chánh án Tòa án nhân dân tối cao. Ông cũng là một đại biểu Quốc hội Việt Nam khóa X, thuộc đoàn đại biểu Lai Châu.
- Lê Hữu Tựu - (1944 - 1972), quê xã Nguyên Khê, huyện Đông Anh, thành phố Hà Nội. Ông là xạ thủ súng máy phòng không 12,7 mm, chiến đấu trên 50 trận, bắn rơi 31 máy bay trực thăng Mỹ (lập kỷ lục bắn rơi nhiều máy bay ở chiến trường Tây Nguyên), diệt 64 địch (phần lớn là kíp lái).Do những công lao đóng góp với sự nghiệp cách mạng đồng chí đã được nhà nước tặng thưởng Huân chương chiến công (hạng nhất, hạng nhì, hạng ba). Được phong tặng danh hiệu Anh hùng Lực lượng vũ trang nhân dân ngày 15/2/1970.
- Nguyễn Huy Đức- Ông sinh năm 1956 tại thôn Tằng My, xã Nam Hồng, huyện Đông Anh, Hà Nội. Ông công tác trong lực lượng CAND, học vị tiến sĩ luật, quân hàm trung Tướng, Nguyên Phó Tổng Cục trưởng Tổng Cục Cảnh sát, Bộ Công an.
- Nguyễn Phú Trọng (1944 - 2024) Ông sinh tại thôn Lại Đà, xã Đông Hội, huyện Đông Anh, Hà Nội. Ông là Uỷ viên Bộ Chính trị, Tổng Bí thư Ban Chấp hành Trung ương Đảng Cộng sản Việt Nam (2011 - 2024), Nguyên Chủ tịch nước Cộng hoà xã hội chủ nghĩa Việt Nam kiêm Tổng Bí thư (2018 - 2021), Nguyên Chủ tịch Quốc hội Nước Cộng hòa xã hội chủ nghĩa Việt Nam  (2006 - 2011)
- Trịnh Xuân Thuận là nhà khoa học người Mỹ gốc Việt trong lĩnh vực vật lý thiên văn, ông đồng thời là một nhà văn đã viết nhiều cuốn sách có giá trị cao về vũ trụ học. Sinh ra tại thôn Thái Bình, xã Danh Lâm, phủ Từ Sơn, tỉnh Bắc Ninh (nay đổi là xã Mai Lâm, huyện Đông Anh, thành phố Hà Nội)
- Ngô Văn Quý: Ông sinh năm 1963 tại xã Việt Hùng, huyện Đông Anh, Hà Nội. Ông từng giữ chức vụ Thành ủy viên, Phó Chủ tịch Uỷ ban nhân dân Thành phố Hà Nội
- Nguyễn Hữu Nghĩa: Ông sinh ngày 13/3/1972 tại xã Vân Hà, huyện Đông Anh, Hà Nội. Ông hiện là Ủy viên Ban Chấp hành Trung ương Đảng Cộng sản Việt Nam khóa XIII, Bí thư Tỉnh ủy Hưng Yên
- Nguyễn Đăng Bình: Ông sinh ngày 8/5/1978 tại xã Xuân Canh, huyện Đông Anh, Hà Nội. Ông hiện giữ chức vụ Phó Bí thư Tỉnh ủy, Chủ tịch Ủy ban nhân dân tỉnh Bắc Kạn
- Nguyễn Trọng Đông: Ông sinh ngày 3/9/1969 tại huyện Đông Anh, Hà Nội. Ông hiện giữ chức vụ Uỷ viên Ban thường vụ Thành ủy, Phó Chủ tịch Uỷ ban nhân dân Thành phố Hà Nội
- Chử Xuân Dũng: Ông sinh ngày 5/11/1973 tại huyện Đông Anh, Hà Nội. Ông từng giữ chức vụ Thành ủy viên, Phó Chủ tịch Uỷ ban nhân dân Thành phố Hà Nội
- Nguyễn Quang Hải  - sinh năm 1997, là cầu thủ tiền vệ Đội tuyển bóng đá Quốc gia Việt Nam. Anh là Cầu thủ xuất sắc nhất Giải vô địch bóng đá Đông Nam Á 2018, Quả bóng vàng Việt Nam 2018, Huy chương bạc giải đấu bóng đá U23 Châu Á. Người sở hữu siêu phẩm Cầu vồng tuyết trên sân vận động Thường Châu, Trung Quốc. Nguyễn Quang Hải là người thôn Đường Nhạn, xã Xuân Nộn, huyện Đông Anh, Hà Nội.
- Đỗ Duy Mạnh - (sinh ngày 29/9/1996) tại thôn Giao Tác, xã Liên Hà, huyện Đông Anh, Hà Nội. Anh là cầu thủ bóng đá chuyên nghiệp Việt Nam trưởng thành từ lò đào tạo Hà Nội FC, anh cũng đang chơi ở vị trí trung vệ cho Hà Nội FC tại V-League 1. Hiện nay, anh là Đội trưởng Đội tuyển bóng đá quốc gia Việt Nam.